# B2B 전자 상거래
B2B 전자 상거래(B2B e-commerce)는 기업간 전자 상거래의 약자로, 온라인 판매 포털을 통해 기업 간에 재화 또는 서비스를 판매하는 것이다. 일반적으로 기업 판매 노력의 효율성과 효과를 향상시키는 데 사용된다. 전화나 이메일로 인적 자산(영업 담당자)을 사용하여 수동으로 주문을 받는 대신 디지털로 주문을 받아 간접비를 줄인다.

## 정의

### B2C와 B2B의 차이점
B2B와 B2C 전자상거래는 비슷해 보일 수 있지만 상당히 다르다. 비즈니스 구매자와 일반 소비자는 구매 요구가 다르다. 차이점은 다음과 같다.
- 충동 구매 대 합리적 구매 - B2C 구매자는 충동적으로 구매하고 일회성 구매를 하는 반면 B2B 구매자는 구매를 계획하고 반복 구매를 한다.
- 단일 의사 결정자 대 복수 의사 결정자 - B2C 구매는 구매자가 결정하지만 B2B 구매는 종종 여러 단계의 승인이 필요하며 여러 부서가 관여할 수 있다.
- 단기 고객 관계 대 장기 고객 관계 - B2C 구매는 종종 일회성 구매이며 B2B 구매는 장기적이고 지속적인 관계를 기반으로 한다.
- 고정 가격 대 다양한 가격 - B2C 가격은 일반적으로 협상할 수 없다. B2B 가격은 일반적으로 개별적으로 협상된다.
- 배송 전 결제 대 배송 후 결제 - B2C 전자 상거래는 일반적으로 상품이 배송되기 전에 신용 카드, 직불 카드 또는 페이팔로 결제되는 반면 B2B 결제는 종종 조건에 따라 이루어지며 상품이 배송된 후 30일 이상 걸릴 수 있다.
- 속도에 중점을 둔 배송 대 시간 엄수에 중점을 둔 배송 - B2C 구매자는 배송 속도를 중요시하는 반면 B2B 구매자는 정해진 일정에 맞춰 배송되기를 원한다.

### B2B 구매자 특성
공급망은 B2B 거래에 더 중요하다. 제조 기업은 다른 기업에서 부품 또는 원자재를 얻은 다음 도매업체, 유통업체 또는 소매 고객에게 판매한다. 예를 들어, 자동차 제조업체는 타이어, 앞유리용 유리, 차량용 고무 호스 구매와 같은 여러 B2B 거래를 한다. 완성된 차량이 소비자에게 판매되는 최종 거래는 단일 B2C 거래이다. 도매업체와 유통업체는 여전히 공급망을 가지고 있지만, 그들의 공급망은 완제품으로 구성된다.
일반적으로 B2B 및 B2C 웹 스토어는 모두 검색, 탐색, 상세 제품 정보 및 개인 계정 기록 페이지를 가지고 있다. 그러나 어떤 면에서는 B2B가 B2C와 크게 다르다. 대부분의 B2B 기업은 복잡한 주문 프로세스, 방대한 속성 컬렉션 및 정교한 백엔드 시스템을 가지고 있다. 또한 B2B 시나리오에서는 구매가 고객 직업의 일부이다. 그는 회사를 운영하기 위해 필요한 모든 제품 또는 부품을 구매해야 한다. 셋째, 조직이 매우 클 수 있으므로 비즈니스를 유지하기 위해 많은 제품이나 부품이 필요하다. 따라서 B2B 구매자는 종종 대량 주문을 한다. B2B 구매는 또한 단일 구매 대신 반복 주문이 특징이다. 그 때문에 기업은 월별 또는 연간 수요를 기준으로 거래한다. 그들은 긴밀하게 협력하며 각 B2B 고객은 특정 제품에 대한 특정 가격을 가질 수 있다. 마지막으로, 여러 사람이 B2B 구매에 관여한다. 예를 들어, 회사는 여러 구매자 또는 구매 센터를 가질 수 있다. 그들은 적절한 제품을 찾고 재판매업체와 적절한 거래를 하는 데 책임이 있다. 단일 거래에 여러 사람이 관여하기 때문에 B2B는 감정보다는 사실에 기반한다. 가장 좋은 포장재가 아니라 회사를 위한 최상의 거래이다. 일반적으로 비율이 중요하다.
위에서 언급된 특징들은 다음과 같이 요약될 수 있다.
| B2C                | B2B                                                              |
| ------------------ | ---------------------------------------------------------------- |
| 단일 구매자        | 복수 의사 결정자                                                 |
| 고정된 소비자 가격 | 고객별 가격                                                      |
| 직접 결제          | 신용 판매에 대한 결제                                            |
| 재고 (즉시 출하용) | 스마트 출하 (예: 트럭 적재)                                      |
| 낮은 빈도 구매     | 반복 구매                                                        |
| 단일 방문          | 고객과 제조업체 간의 장기적인 관계                               |
| 좋아서 구매        | 직업의 일부로 구매                                               |
| 소비자             | 계약, 이용 약관에 의해 정의된 관계를 가진 조직의 일부로서 구매자 |

### B2B 전자 상거래와 EDI의 차이점
B2B 거래는 다양한 방식으로 온라인으로 처리될 수 있으며, 그 중 EDI와 B2B 전자 상거래가 가장 자주 사용된다. EDI와 B2B 전자 상거래는 모두 고유의 특징을 가지고 있지만, 자주 혼동된다.
EDI는 구매자와 판매자 간의 구매 정보의 전자적 전송이다. EDI는 구매자의 구매 주문 정보를 판매자의 판매 또는 고객 서비스 부서로 전송하여 판매 주문으로 변환한다. EDI는 대량의 반복적인 주문을 통해 제조업체에 원자재를 공급하는 데 적합하다. 예를 들어, 위에서 언급한 예시에 따르면, 자동차 제조업체는 특정 자동차 모델에 대한 특정 브랜드 및 크기의 타이어를 정기적으로 주문해야 한다. 특정 유형의 자동차를 특정 수량만큼 제조할 때, 구매자는 EDI를 사용하여 필요한 타이어 수량을 주문할 수 있다. 따라서 판매자는 재주문 목적으로 설명, 이미지 또는 가격과 같은 제품 정보를 제공하는 것에 대해 걱정할 필요가 없다.
EDI와 마찬가지로, 판매 주문은 온라인으로 처리되지만, B2B 고객은 가끔씩 불규칙한 주문 수량으로 주문할 수 있다. 또한 B2B 전자 상거래는 다양한 유형의 상세 그림과 이미지를 표시할 수 있게 해준다. 전체 범위의 제품 또는 부품을 전시할 수 있다. 따라서 웹 스토어는 교차 판매 및 상향 판매 기회를 제공한다.

## 시장 발전 및 동향
B2B 전자 상거래 시장은 빠르게 성장하고 있다. 2014년에는 산업용품 구매자의 63%가 온라인으로 구매했다. 미국 시장은 2015년 7,800억 달러에서 2020년까지 1조 1,000억 달러로 성장할 것으로 예상되었지만, 최근 데이터에 따르면 실제로는 훨씬 더 크다. 2022년에는 B2B 제품 판매의 10% 이상, 총 1조 6,760억 달러가 전자 상거래 웹사이트를 통해 이루어졌다. 이러한 성장 추세는 최소 2026년까지 강력하게 지속될 것으로 예상된다. 유럽 연합 기업 정책은 B2B 전자 시장에서 "신뢰와 자신감 향상"을 목표로 한다.
미국에서는 B2B 전자 상거래가 2023년까지 1조 8천억 달러에 달할 것으로 예상된다. 이러한 성장은 클라우드 컴퓨팅의 채택 증가, 모바일 커머스의 성장, 엔드-투-엔드 공급망 솔루션에 대한 수요 증가를 포함한 여러 요인에 의해 주도되고 있다.

### 모바일
모바일 커머스라는 용어는 원래 1997년 케빈 더피(Kevin Duffey)가 Global Mobile Commerce Forum 출범 당시 "무선 기술을 통해 어디서든 소비자 손에 전자 상거래 기능을 직접 전달하는 것"을 의미하기 위해 처음 사용되었다. B2B를 위한 모바일 전자 상거래는 점점 더 인기를 얻고 있다. B2B는 B2C를 위한 모바일 전자 상거래와는 다른 특징을 가지고 있다. B2C는 주로 클래식 카탈로그 탐색인 반면, B2B를 위한 모바일 전자 상거래는 다음과 같은 특정 기능을 요구한다.
- 고객별로 표시되는 가격;
- 항상 최신 상태인 재고 표시;
- 실시간으로 계산되는 할인;
- 주문 기록 또는 필터링된 제품 세트를 기반으로 한 목록을 통해 주문을 빠르게 처리할 수 있다.
- 영업 담당자는 고객을 대표할 수 있어야 한다.

## 같이 보기
- 전자 상거래
- 전자 상거래 유형
- 오픈 마켓